# Gangsta Zone
Gangsta Zone è una canzone dell'artista musicale portoricano Daddy Yankee, in collaborazione con il rapper statunitense Snoop Dogg. È stato il secondo singolo ad essere estratto dal suo album Barrio fino en directo.

## Classifiche
| Classifiche (2006/2007)                | Posizione più alta |
| -------------------------------------- | ------------------ |
| U.S. Billboard Hot R&B/Hip-Hop Singles | 37                 |
| U.S. Billboard Latin Rhythm Airplay    | 23                 |
| U.S. Billboard Latin Tropical Airplay  | 39                 |